# Навалуенга
Навалуенга (ісп. Navaluenga) — муніципалітет в Іспанії, у складі автономної спільноти Кастилія-і-Леон, у провінції Авіла. Населення — 2207 осіб (2010).
Муніципалітет розташований на відстані близько 85 км на захід від Мадрида, 27 км на південь від Авіли.
На території муніципалітету розташовані такі населені пункти: (дані про населення за 2010 рік)
- Навалуенга: 2086 осіб
- Ель-Рінкон: 25 осіб
- Ла-Чиніта: 18 осіб
- Навапальва: 5 осіб
- Ель-Кехіго: 20 осіб
- Каміно-де-ла-Кабрера: 2 особи
- Ла-Вінья: 51 особа

## Демографія
Динаміка населення (INE ):

## Галерея зображень

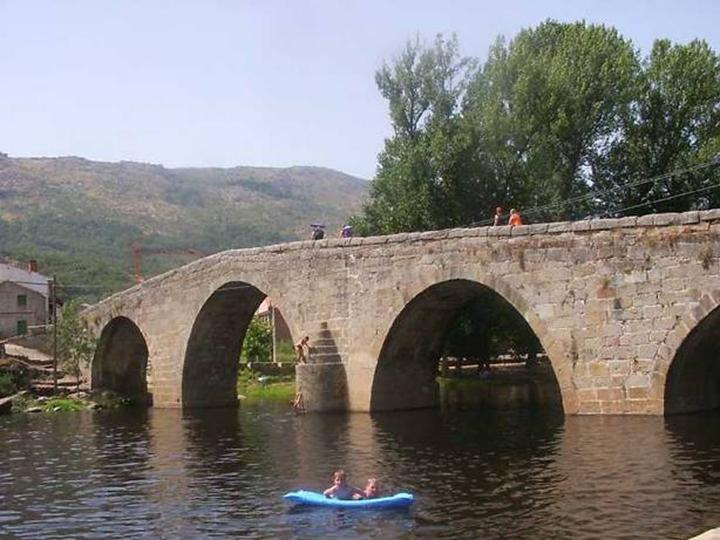
Міст через річку Альберче